# Slawischer Schiffbau

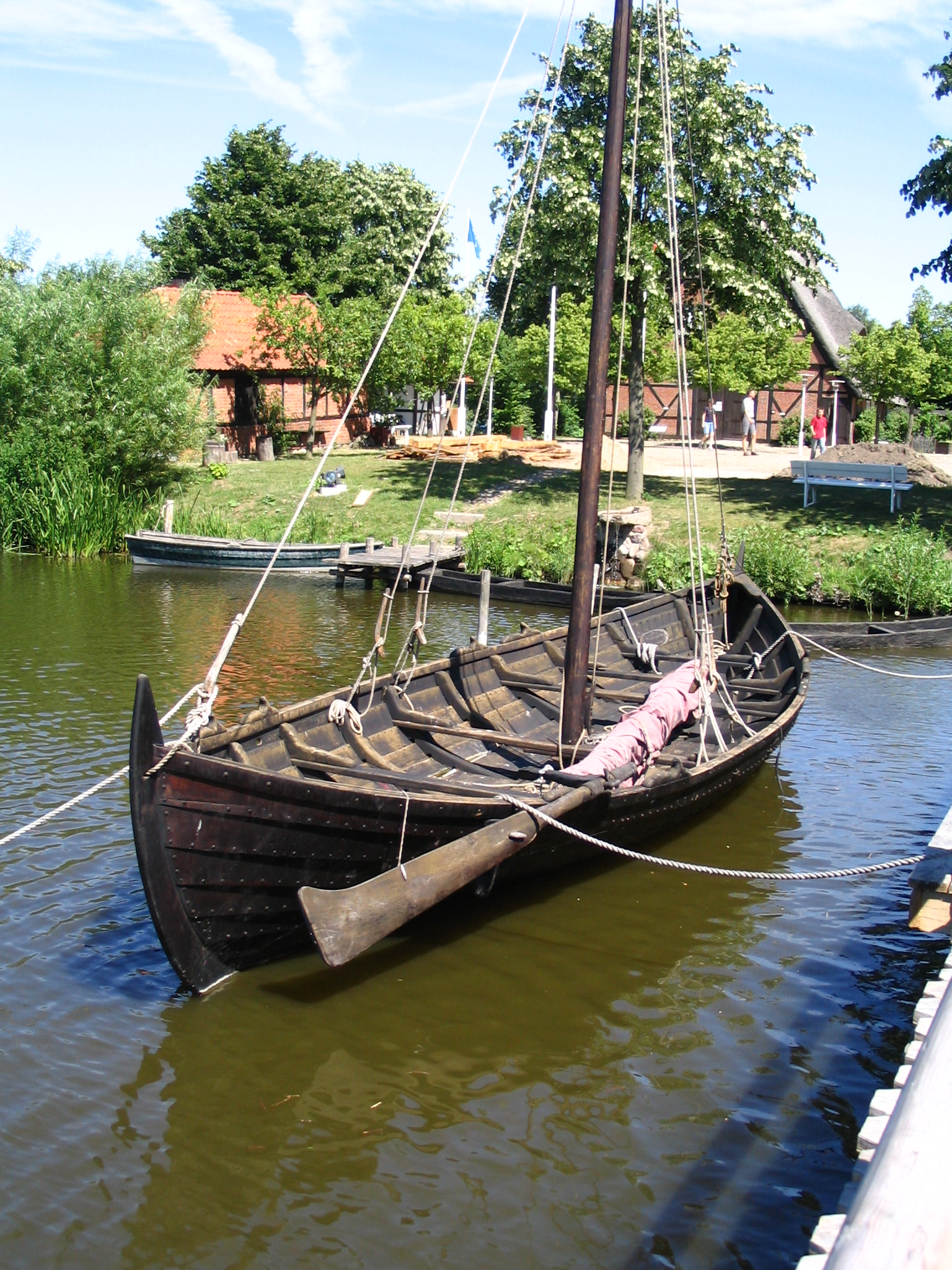
Slawisches Handelsschiff: Rekonstruktion des Wracks von Schuby-Strand aus dem 10. Jahrhundert, im Oldenburger Wallmuseum, Oldenburg in Holstein

Der slawische Schiffbau war eine frühmittelalterliche Schiffbauweise, die zwischen dem 9. und 12. Jahrhundert im Gebiet der Ostsee vorkam. Sie ist nah verwandt mit anderen, in diesem Gebiet zeitnah auftretenden  Bauarten, wie zum Beispiel der so genannten „wikingischen“ Bauweise. Man ordnet sie der Bevölkerungsgruppen der Slawen zu und teilt sie in eine westliche und eine östliche Bauart ein, welche sich durch ihre Merkmalskomplexe und Datierung  unterscheiden.
Die Hauptcharakteristika der slawischen Schiffbauweise waren:
- Die Verbindung mehrerer Plankengänge in Klinkerbauweise untereinander durch Holznägel.
- Die Kalfaterung mit Hilfe von Tierhaaren und insbesondere mit (Sumpf-)Moos. Um das Kalfatermaterial anzubringen, wurde sowohl auf der Innen- als auch auf der Außenseite der Planken eine Nut eingearbeitet, so dass diese im geklinkerten Zustand übereinander lagen und das Kalfatermaterial in dieser Rille zum Liegen kam.

Die Mastbefestigung erfolgte entweder durch ein Mastloch im Spant oder mit Hilfe eines Sporholzes, welches ausschließlich für den slawischen Schiffbau bekannt ist.
Da es sehr selten bzw. bisher nicht nachweisbar ist, dass alle für diese Bauweise typischen Merkmale gleichzeitig auftreten, es aber häufig Übereinstimmung in mehreren Merkmalen gibt, wird die slawische Bauweise durch Merkmalskomplexe definiert. Zwei häufig auftretende Merkmalskomplexe sind zum Ersten die Holzvernagelung mehrerer Plankenreihen und Kalfaterung mit Moos (dieser Merkmalskomplex ist überwiegend in den östlichen Gebieten zu finden und die Funde datieren meistens ins 12. Jahrhundert, sind also eine späte Form) und zum Zweiten die Holzvernagelung mehrerer Plankenreihen und Kalfaterung mit Tierhaaren (dieser Merkmalskomplex ist überwiegend in westlichen Gebieten zu finden und wird ins 9. bis 10. Jahrhundert datiert). Allerdings ist hier anzumerken, dass sich nicht alle Funde slawischer Schiffe diesen Merkmalskomplexen zuordnen lassen. So gibt es Bootsfunde östlich der Weichsel, bei denen sich die Zuordnung zum slawischen Schiffbau durch Tierhaar-Kalfaterung und ein Mastloch im Spant bestimmen lässt, allerdings die Vernagelung der Planken mit Eisennägeln vorgenommen wurde. Die großen Unterschiede in der Bauweise lassen sich durch Handelskontakte im gesamten Ostseegebiet sowie den natürlich vorkommenden Ressourcen zum Bau erklären.
Im 12. bis 13. Jahrhundert endete die slawische Schiffbauweise. Zu dieser Zeit waren die Handels- und Austauschbeziehungen so weit fortgeschritten, dass sich die meisten Schiffsfunde nicht mehr eindeutig einer Bauweise zuordnen lassen. Beispiele für die slawische Schiffsbauweise sind die Bootsfunde von Ralswiek sowie das Wrack von Schuby-Strand.